# Бург (Магдебург)
Бург (нім. Burg bei Magdeburg) — місто в Німеччині, розташоване в землі Саксонія-Ангальт. Районний центр району Єріхов.
Площа — 164,02 км2. Населення становить 22 254 ос. (станом на 31 грудня 2021).

## Відомі уродженці
- Карл фон Клаузевіц (1780-1831) — прусський генерал, теоретик військової справи